# Resolución ES-11/1 de la Asamblea General de las Naciones Unidas

A favor
En contra
Abstenciones
Ausentes
No miembros de la ONU

La Resolución A/ES-11/L.1 de la Asamblea General de las Naciones Unidas fue aprobada el 2 de marzo de 2022, en respuesta a la invasión rusa de Ucrania, calificandola de guerra de agresión.
La resolución condena la invasión de Rusia, ayudada por Bielorrusia, luego que el Consejo de Seguridad de la ONU no lograra hacerlo el 25 de febrero debido al veto por voto negativo de Rusia.
La resolución se adoptó en la decimoprimera sesión de emergencia de la Asamblea General (la primera desde 1982) y constituyó la decimocuarta vez que la Asamblea General pasaba por encima de un veto emitido en el Consejo de Seguridad ante situaciones de amenazas para la paz, quebrantamiento de la paz o un acto de agresión, de conformidad con la resolución 377 de la Asamblea General adoptada en 1950.
Un total de 106 países suscribieron el borrador de resolución, que fue aprobado con 141 votos a favor, 5 en contra, 35 abstenciones y 13 ausencias, tras dos días de discursos de 117 de los 193 países miembros de las Naciones Unidas.

## Antecedentes
Una sesión especial de emergencia es una reunión no programada de la Asamblea General de las Naciones Unidas para hacer recomendaciones urgentes sobre una situación particular relevante para el mantenimiento de la paz y la seguridad internacionales, cuando el Consejo de Seguridad no puede actuar debido al veto de uno de sus miembros permanentes.
El mecanismo se introdujo en 1950 con la resolución Unidos por la Paz, que declaró que:

...si el Consejo de Seguridad, debido a la falta de unanimidad de los miembros permanentes, no ejerce su responsabilidad primordial de mantener la paz y la seguridad internacionales en cualquier caso en que parezca haber una amenaza a la paz, quebrantamiento de la paz, o acto de agresión, la Asamblea General considerará el asunto inmediatamente con miras a hacer las recomendaciones apropiadas a los Miembros sobre medidas colectivas, incluido en el caso de quebrantamiento de la paz o acto de agresión, el uso de la fuerza armada cuando sea necesario, para mantener o restablecer la paz y la seguridad internacionales. Si no está en sesión en ese momento, la Asamblea General podrá reunirse en sesión extraordinaria de emergencia dentro de las veinticuatro horas siguientes a la solicitud de la misma.

La capacidad de la Asamblea General para recomendar medidas colectivas fue objeto de una intensa disputa en las décadas de 1950 y 1960. En 1962, una opinión consultiva de la Corte Internacional de Justicia declaró que, si bien la "acción coercitiva" es dominio exclusivo del Consejo de Seguridad, la Asamblea General tiene la autoridad para tomar una amplia gama de decisiones, incluido el establecimiento de una fuerza de mantenimiento de la paz.
El 24 de febrero de 2022, Rusia lanzó una invasión a gran escala contra Ucrania. El proyecto de resolución que deploraba la invasión y pedía la retirada de las tropas rusas fue vetado en el Consejo de Seguridad al día siguiente, lo que llevó al Consejo de Seguridad a convocar una sesión especial de emergencia sobre el tema de Ucrania con la resolución 2623.

## Contenido
La resolución tiene los siguientes puntos medulares: 
- Condena y califica de agresión la invasión de Rusia contra Ucrania, por contravenir el artículo 2, párrafo 4 de la Carta de las Naciones Unidas.
- Exige que Rusia ponga fin de inmediato al uso de la fuerza contra Ucrania y se abstenga de recurrir a cualquier otra forma ilícita de amenaza o uso de la fuerza contra cualquier otro Estado Miembro.
- Exige también que Rusia retire de inmediato, por completo y sin condiciones todas sus fuerzas militares del territorio de Ucrania dentro de sus fronteras reconocidas internacionalmente.
- Deplora la decisión de Rusia de reconocer la independencia de las regiones separatistas de Donetsk y Luhansk el 21 de febrero de 2022, por constituir una violación de la integridad territorial y la soberanía de Ucrania y por ser incompatible con los principios de la Carta de la ONU; y exige que tal reconocimiento sea revertido de inmediato y sin condiciones.
- Exhorta a Rusia a que respete los principios establecidos en la Carta y en la Declaración sobre las Relaciones de Amistad.
- Exhorta a las partes a que cumplan los acuerdos de Minsk.
- Exige a todas las partes que permitan el paso seguro y sin restricciones a destinos fuera de Ucrania y que faciliten el acceso rápido, seguro y sin trabas de la asistencia humanitaria a quienes la necesitan en Ucrania, que protejan a la población civil, incluido el personal humanitario y las personas en situaciones de vulnerabilidad, como las mujeres, las personas mayores, las personas con discapacidad, los pueblos indígenas, los migrantes y los niños y las niñas, y que respeten los derechos humanos.
- Deplora la participación de Bielorrusia en el uso ilícito de la fuerza contra Ucrania y exhorta al país a que cumpla sus obligaciones internacionales.

## Votación
| Voto       | Cantidad | Estados | % de la votación | % del total de miembros de la ONU |
| ---------- | -------- | --- | ---------------- | --------------------------------- |
| A favor    | 141      | Afganistán, Albania, Andorra, Antigua y Barbuda, Argentina, Australia, Austria, Bahamas, Baréin, Barbados, Bélgica, Belice, Benín, Bután, Bosnia y Herzegovina, Botsuana, Brasil, Brunéi, Bulgaria, Cabo Verde, Camboya, Canadá, Chad, Chile, Colombia, Comoras, Costa Rica, Costa de Marfil, Croacia, Chipre, República Checa, Corea del Sur, Dinamarca, Yibuti, Dominica, República Dominicana, Ecuador, Egipto, Estonia, Fiyi, Finlandia, Francia, Gabón, Gambia, Georgia, Alemania, Ghana, Grecia, Granada, Guatemala, Guyana, Haití, Honduras, Hungría, Islandia, Indonesia, Irlanda, Israel, Italia, Jamaica, Japón, Jordania, Kenia, Kiribati, Kuwait, Letonia, Líbano, Lesoto, Liberia, Libia, Liechtenstein, Lituania, Luxemburgo, Malaui, Malasia, Maldivas, Malta, Islas Marshall, Mauritania, Mauricio, México, Micronesia, Mónaco, Montenegro, Birmania, Nauru, Nepal, Países Bajos, Nueva Zelanda, Nigeria, Níger, Macedonia del Norte, Noruega, Omán, Palaos, Panamá, Papúa Nueva Guinea, Paraguay, Perú, Filipinas, Polonia, Portugal, Catar, Corea del Sur, Moldavia, Rumanía, Ruanda, San Cristóbal y Nieves, Santa Lucía, San Vicente y las Granadinas, Samoa, San Marino, Santo Tomé y Príncipe, Arabia Saudita, Serbia, Seychelles, Sierra Leona, Singapur, Eslovaquia, Eslovenia, Islas Salomón, Somalia, España, Surinam, Suecia, Suiza, Tailandia, Timor Oriental, Tonga, Trinidad y Tobago, Túnez, Turquía, Tuvalu, Ucrania, Emiratos Árabes Unidos, Reino Unido de Gran Bretaña e Irlanda del Norte, Estados Unidos de América, Uruguay, Vanuatu, Yemen, Zambia. | 77.90%           | 73.06%                            |
| En contra  | 5        | Rusia, Bielorrusia, Eritrea, Corea del Norte y Siria. | 2.76%            | 2.59%                             |
| Abstención | 35       | Argelia, Angola, Armenia, Bangladés, Bolivia, Burundi, República Centroafricana, China, República Democrática del Congo, Cuba, El Salvador, India, Irán, Irak, Kazajistán, Kirguistán, Laos, Madagascar, Malí, Mongolia, Mozambique, Namibia, Nicaragua, Pakistán, Senegal, Sudáfrica, Sudán del Sur, Sri Lanka, Sudán, Tayikistán, Uganda, Tanzania, Vietnam, Zimbabue. | 19.34%           | 18.13%                            |
| Ausentes   | 12       | Azerbaiyán, Burkina Faso, Guinea Ecuatorial, Suazilandia, Etiopía, Camerún, Guinea, Guinea-Bisáu, Marruecos, Togo, Turkmenistán, Uzbekistán, Venezuela. | –                | 6.18%                             |
| Total      | 193      | – | 100%             | 100%                              |